# 地理能力検定

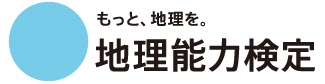
地理能力検定ロゴ

地理能力検定（ちりのうりょくけんてい）は、財団法人日本余暇文化振興会がかつて実施していた地理の検定試験。一般に地理検と呼ばれる。歴史能力検定と並ぶ、社会科系検定のひとつであり、地理能力の向上、中学や高校の受験対策としても活用できた。
JTB能力開発が実施する「旅行地理検定」とは異なる。

## 概要
2013年（平成25年）7月25日、2014年（平成26年）度から通訳案内士試験を受ける際に1級日本地理又は2級日本地理の合格者に対して筆記試験を免除にすることを国土交通省が発表したが、同年11月17日の実施を最後に中止となり、2015年（平成27年）8月に、財団法人日本余暇文化振興会が解散した事により廃止された。

## 受験級
2010年度から、以下のような基準で各級のレベルが設定されていた。
- 1級 地理に興味関心があり、地理を専門的に学ぶ人を対象にした問題。2011年（平成23年）度以降実施。
- 2級 学校地理だけでなく観光教養分野などから幅広く出題される問題。（実施準備中）
- 3級 高校生地理履修程度の地理の基礎知識を問う問題。 社会人や高校生が自分の地理知識を把握するのに適する。
- 4級 中学校地理履修程度の地理の基礎知識を問う問題。
- 5級 小学校高学年地理履修程度の地理の基礎知識を問う問題。

### 合格基準
- 各級とも正解率70%以上で「合格証」が発行される。

## 合格者の特権
前述の通り、2014年度から本検定「1級日本地理」または「2級日本地理」の合格者には、国土交通大臣が実施する通訳案内士試験の「日本地理」の科目が免除される予定だったが、2013年を以て中止となり、2015年8月に実施団体も解散したため、実現しなかった。